# 김성식 (1958년)
김성식(金成植, 1958년 12월 16일 ~ )은 대한민국의 정치인, 사회기관단체인이다. 제18·20대 국회의원이다.

## 생애
1958년 12월 16일에 부산에서 태어났다. 부산고등학교, 서울대학교 경제학과를 졸업하고 육군 제15 보병사단에서 병장으로 만기제대하였다. 재학 시기와 대학 졸업 후 수차례 학생운동과 민주화 운동을 한 혐의로 국가보안법 위반 징역 5년에 자격정지 5년을 선고받고 투옥되기도 하였다. 노태우 정부 집권 후 사면복권되었고 민주화유공자에게 주어졌던 보상금 수령을 거부하기도 하였다. 이후 한국사회과학연구소 연구위원, 사단법인 나라정책 연구원 정책기획실장, 기독교방송 시사자키 평론가, 금융연구회 등을 거쳤다.
1991년 민중당 소속으로 서울 동작구에서 시의원 선거에 출마했으나 낙선했다. 이후 제15대 총선에 통합민주당 소속으로 동대문구 을에 출마하면서 본격적으로 정계에 입문하였다. 이후 민주당과 신한국당이 합당되며 창당된 한나라당에 합류하였다. 원외 인사임에도 2003년에 경제 및 예산에 관련한 7개 국회 상임위원회를 관장하는 한나라당 제2정책조정위원장에 임명되기도 했다. 2004년부터 2006년까지는 손학규 경기도지사 하에서 경기도 정무부지사를 역임했다.
제18대 총선에서 한나라당 소속으로 관악구 갑에 출마하여 당선되었다. 당시 국회 예산결산특별위원회 위원, 기획재정위원회 위원을 역임하였다. 한나라당 초선의원 모임 민본21의 간사를 지내며 당시 한나라당 내에서 중도성향의 개혁 소장파로 분류됐으나, 2011년 12월 13일에 정태근 의원과 함께 한나라당을 탈당하였다.
게임 규제 철폐를 위한 간담회와 게임 셧다운제 반대토론 등의 활동을 하기도 하였다. 제19대 총선에서 무소속으로 관악구 갑에 출마했으나 낙선하였다.
2012년 10월 7일에 제18대 대선 출마를 선언한 안철수 후보의 진심캠프에 공동선거대책본부장으로 합류하였고 2014년 1월 22일 새정치추진위원회 공동위원장으로 다시 한번 안철수 측에 합류하였으나 안철수가 2014년 3월에 새정치민주연합의 창당을 발표하자 합류를 거부하였다.
2016년 2월 1일에 안철수가 주도한 국민의당 창당준비위원회에 입당하였고 2월 2일 창당대회에서 최고위원으로 선출되었다. 4월 13일 제20대 총선에서 관악구 갑에 출마하여 당선되었다. 이후 당선자 연찬회에서 박지원 원내대표의 러닝메이트로 국민의당 정책위의장에 만장일치로 추대되었다.
정책위의장 재임 당시 여소야대 국면에서 여야정 협의체인 '민생경제현안점검회의' 정례화, 추가경정예산, 전기요금 누진제 완화, 미세먼지 대책, 조선해운업 구조조정, 브렉시트 대응, 예산안의 법정시한 내 처리, 누리과정의 정부부담 등의 정책을 더불어민주당과 새누리당 사이의 캐스팅보트로서 선도적으로 주도했다는 평을 받았다.
2016년 10월 24일, 박근혜-최순실 게이트로 인해 불거진 박근혜 대통령 탄핵 소추안에 찬성했다. 이후 2017년 3월 10일 탄핵이 선고 될 때까지 박근혜 대통령 퇴진 운동에 참여했다.
2017년 제19대 대통령 선거에서 국민의당 안철수 후보 캠프 총괄선거대책부본부장ㆍ전략본부장에 임명되었다. 대선 이후 국민의당 복지 및 조세재정 개혁 TF 위원장에 임명되었다.
12월 8일 여야 합의로 만들어진 국회 4차 산업혁명 특별위원회 위원장에 선출되었다. 6개월간의 짧은 활동기간에도 불구하고 152건의 정책입법 제안, 국가로드맵 제시 등 간만에 일하는 국회의 모습을 보여줬다는 호평을 받았다.
2018년 바른미래당의 원내대표 후보로 거론되었으나 김관영 의원을 지지하며 고사하였고, 당대표 후보로 거론되자 불출마 의사를 밝혔다.
이후 2019년 5월 김관영 원내대표의 조기 퇴임으로 치러진 바른미래당 원내대표 선거에 출마하였으나, 친유승민계 및 친안철수계 의원들의 지지를 얻은 오신환 후보에게 밀려 원내대표가 되지 못했다.
2020년 2월 5일 바른미래당을 탈당했고 3월 3일 무소속 출마를 선언했다 하지만 본 선거에서 2위를 기록하면서 낙선했다.

## 경력
- 제15 보병사단 육군 병장 만기제대
- 1978 서울대학교 재학 중 민주화 운동을 이유로 투옥
- 1984 ~ 1986 한국노총 전국화학노련 정책기획부장 (역임 중 두 번째 투옥)
- 1992 ~ 1993 한국사회과학연구소 연구위원
- 1993 ~ 1994 사단법인 나라정책연구원 정책기획실장
- 1994 ~ 1995 방송시사 평론가 (CBS 시사자키 등)
- 1996 통합민주당 부대변인, 정책실장
- 1996 통합민주당 서울특별시 지부 동대문구 을 지구당위원장
- 2000 ~ 2004 한나라당 서울특별시 지부 관악구 갑 지구당위원장
- 2003 ~ 2004 한나라당 제2정책조정위원회 위원장 (경제, 예산 담당)
- 2004.05 ~ 2006.06 경기도 정무부지사
- 2006.07 ~ 2011.11 한나라당 서울특별시당 관악구 갑 당원협의회 위원장
- 2008년 4월 9일: 대한민국 제18대 국회의원 선거 당선(서울 관악구 갑, 한나라당, 초선)
- 2008.05 ~ 2012.05 제18대 국회의원 (서울 관악구 갑, 한나라당→무소속, 초선)
  - 제18대 국회 기획재정위원회 위원
  - 제18대 국회 예산결산특별위원회 위원
  - 제18대 국회 일자리특별위원회 위원
- 2008 ~ 2009 한나라당 초선의원 모임 민본21 초대 간사
- 2011.05 ~ 2011.11 한나라당 정책위원회 부의장 (경제, 예산 담당)
- 2011년 12월 13일 한나라당 탈당
- 2012 안철수 진심캠프 공동선거대책본부장
- 2014.01 ~ 2014.03 국민과 함께하는 새정치 추진위원회 공동위원장

(제3지대 신당(가칭 새정치민주연합) 합류 거부 꿈을 마음에 묻으며)
- 2016.02 ~ 2016.07 국민의당 최고위원
- 2016년 4월 13일: 대한민국 제20대 국회의원 선거 당선(서울 관악구 갑, 국민의당, 재선)
- 2016.05 ~ 제20대 국회의원 (서울 관악구 갑, 국민의당→바른미래당→무소속, 재선)
  - 제20대 국회 전반기/후반기 기획재정위원회 간사
  - 제20대 국회 예산결산특별위원회 위원
  - 제20대 국회 저출산고령화대책특별위원회 위원
  - 제20대 국회 4차 산업혁명 특별위원회 위원장
  - 제20대 국회 정치개혁특별위원회 간사
  - 제20대 국회 후반기 기획재정위원회 예산결산기금심사소위원회 소위원장
  - 제20대 국회 후반기 정치개혁특별위원회 간사
- 2016.05 ~ 2016.12 국민의당 정책위원회 의장
- 2016.07 ~ 2017.01 국민의당 비상대책위원
- 2017.02 ~ 2017.05 국민의당 수권비전위원장
- 2017.04 ~ 2017.05 제19대 대통령 선거 국민의당 안철수 대통령 후보 국민캠프 총괄선거대책부본부장ㆍ전략본부장
- 2017 국민의당 복지 및 조세재정 개혁 TF 위원장
- 2017.12 ~ 2018.05 국회 4차산업혁명 특별위원회 위원장
- 2018 바른미래당 정치개혁 특별위원회 위원장
- 2020년 2월 5일 바른미래당 탈당
- 2020 ~ 2021 : 재단법인 여시재 특별연구원
- 2021.02 ~ 2021.11 : 국회 국민통합위원회 사회분과위원
- 2020 ~ : 공공정책전략연구소 자문위원
- 2021 ~ : 법무법인(유) 화우 고문

## 전과
- 국가보안법위반(기타): 징역 5년, 자격정지 5년 - 1987년 7월 20일 선고, 1988년 12월 21일 특별사면복권[7]

## 수상
- 2020년 법률소비자연맹 제20대 국회 종합의정평가 '국회헌정대상'[8]
- 2020년 벤처기업협회 '공로대상'[9]
- 2020년 아주경제 제1회 베스트의정대상 '베스트상'[10]
- 20대 국회 4년 연속 '머니투데이 the300 국회 국정감사 스코어보드' 종합 1위 ('16, '17, '18, '19))[11]
- 20대 국회 4년 연속 'NGO 모니터단 국정감사 우수의원' ('16, '17, '18, '19)[12]
- 20대 국회 2년 연속 '머니투데이 the300 대한민국 최우수법률상 및 국정감사 스코어보드대상' ('18, '19)[13]
- 2018년 국회의장 표창 '국회예산정책처 출범 15주년 공로패'[14]
- 2018년 벤처기업협회 '벤처인이 뽑은 최고 국회의원'[15]
- 2016년 '국회사무처 입법 및 정책개발 우수 국회의원'[16]
- 2016년 '국민의당 국정감사 최우수의원'[17]
- 2012년 18대'국회의원 4년 의정활동 평가' 종합 1등[18]
- 2012년 '조선비즈 경제분야 의원평가' 베스트 1위'[19]
- 2011년 법률소비자연맹 제18대 국회 종합의정평가 '국회헌정대상' 1등[20]
- 2011년 '여야의원이 뽑은 일 잘하는 의원' 1등[21]
- 18대 국회 4년 연속 '국회 백봉신사상 베스트 10' ('08,'09,'10,'11)[22]
- 18대 국회 4년 연속 'NGO 모니터단 국정감사 우수의원' ('08,'09,'10,'11)[23]
- 18대 국회 3년 연속 '경제정의실천시민연합 선정 국정감사 우수의원' ('08, '09, '10)[24]
- 18대 국회 2년 연속 '국회보좌진 선정 올해의 의원상' 1위 ('10, '11)[25]
- 2010년 '매니페스토 약속대상' 최우수의원[26]
- 2009년 '국정감사 베스트 오브 베스트'[27]

## 학력
- 1971년 동성국민학교 졸업
- 1974년 부산서중학교 졸업
- 1977년 부산고등학교 졸업
- 1984년 서울대학교 사회과학대학 경제학 학사

## 저서
- 통계로 풀어보는 서울시행정, 1991년
- 한국경제의 새 틀을 찾아:위기를 넘어 체질 강화로, 2009년
- 국회의원? 뭐하는 사람이야!, 2011년

## 역대 선거 결과
|  | 15.6% |

|  | 13.49% |

|  | 29.88% |

|  | 35.61% |

|  | 46.72% |

|  | 41.61% |

|  | 38.43% |

|  | 33.55% |

## 소속 정당
| 소속 정당 | 소속 정당  | 소속 기간 | 비고           |
| --------- | ---------- | --------- | -------------- |
|           | 민중당     | 1990~1991 | 창당 정계 입문 |
|           | 무소속     | 1991      | 탈당           |
|           | 민주당     | 1991      | 입당           |
|           | 민주당     | 1991~1995 | 합당           |
|           | 무소속     | 1995      | 탈당           |
|           | 개혁신당   | 1995      | 창당           |
|           | 통합민주당 | 1995~1996 | 합당           |
|           | 민주당     | 1996~1997 | 당명 변경      |
|           | 한나라당   | 1997~2011 | 합당           |
|           | 무소속     | 2011~2014 | 탈당           |
|           | 새정치연합 | 2014      | 창당준비위원회 |
|           | 무소속     | 2014~2016 | 신당 합류 거부 |
|           | 국민의당   | 2016~2018 | 창당           |
|           | 바른미래당 | 2018~2020 | 합당           |
|           | 무소속     | 2020~현재 | 탈당 정계 은퇴 |

## 같이 보기
- 관악구 갑
- 서울 관악구의 국회의원
- 경기도 부지사